# Leptachatina lepida
Leptachatina lepida је пуж из реда Stylommatophora и фамилије Amastridae.

## Угроженост
Ова врста се сматра угроженом.

## Распрострањење
Ареал врсте је ограничен на једну државу. 
Сједињене Америчке Државе су једино познато природно станиште врсте.

## Станиште
Врста је присутна на подручју Хавајских острва.